# Katholisch.de
katholisch.de ist das Internetportal der römisch-katholischen Kirche in Deutschland. Die Redaktion mit Sitz in Bonn arbeitet im Auftrag der Deutschen Bischofskonferenz (DBK) und bezeichnet sich insofern als das „Nachrichtenportal der katholischen Kirche in Deutschland“.

## Geschichte

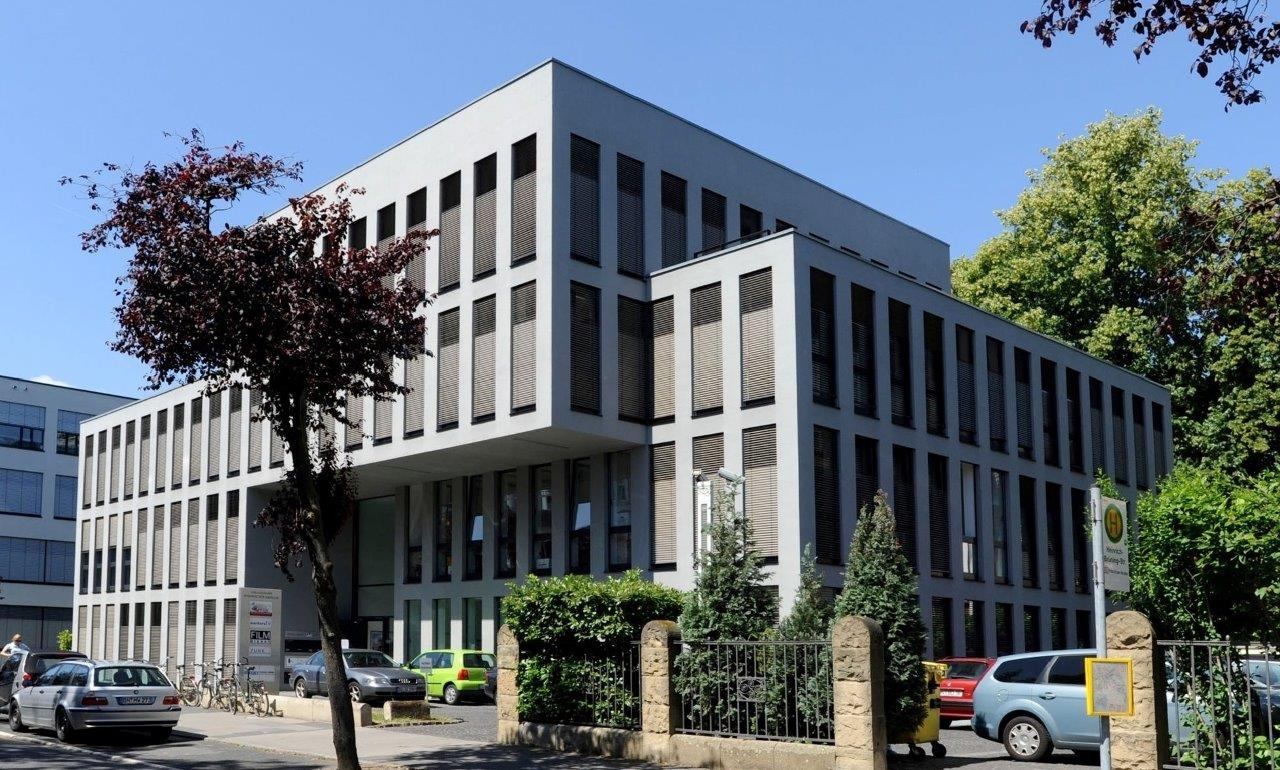
Das Katholische Medienhaus in Bonn

Katholisch.de wurde im Jahr 2003 durch einen Beschluss des Ständigen Rates der Deutschen Bischofskonferenz ins Leben gerufen. Online ging die Seite am 4. April 2004, damals mit Redaktionssitz in Köln.
Seit Sommer 2011 ist der Sitz des Internetportals das Katholische Medienhaus in Bonn. Dort sind neben katholisch.de unter anderem die Katholische Nachrichten-Agentur (KNA) und die katholische Filmzeitschrift Filmdienst angesiedelt.
Betreiber der Seite ist die Allgemeine gemeinnützige Programmgesellschaft mbH (APG), ein Unternehmen des Verbandes der Diözesen Deutschlands (Bonn) und der sich ebenfalls im Besitz der katholischen Bistümer befindlichen Tellux Beteiligungsgesellschaft (München).

## Inhalte

### Nachrichtenportal
Die Seite katholisch.de informiert multimedial über die katholische Kirche sowie den christlichen Glauben. Sie bezeichnet sich selbst als das „Nachrichtenportal der katholischen Kirche in Deutschland“ und als „Erklärportal“.
„Die Redaktion kooperiert mit den 27 deutschen Bistümern und weiteren kirchlichen Institutionen.“ Das tagesaktuelle journalistische Angebot wird durch spirituelle Impulse, Livestreams, Social-Media-Aktivitäten (z. B. auf Facebook und mit #OMG!!! auf Tumblr) sowie Informationen und Service-Hinweise rund um den katholischen Glauben und die katholische Kirche in Deutschland ergänzt.
Die Redaktionsleitung hat Björn Odendahl inne, Geschäftsführer ist Matthias-Johannes Fischer. Die Redaktion hat 13 Mitglieder.

### Internetfernsehen
Ein eigenes Web-TV wird über dieselbe Seite gestreamt. Die Fernsehsparte wurde 2013 genehmigt.